# Театр балета Орегона
Театр балета Орегона (англ. Oregon Ballet Theatre, сокращённо Oregon Ballet, OBT) — балетная труппа, организованная в 1989 году в результате слияния небольших трупп Ballet Oregon и Pacific Ballet Theater по инициативе Джеймса Кэнфилда. Труппа базируется в здании на 6-й авеню в городе Портленд, штат Орегон (США).
Художественным руководителем труппы со дня её основания и до 2003 года был бывший солист Балета Джоффри и «Пасифик-балета» Джеймса Кэнфилда. Под его руководством в театре ставились как классические, так и современные постановки, а в репертуаре насчитывалось около восьмидесяти балетов.
В 2003 году пост артистического директора занял солист Балета Сан-Франциско Кристофер Стоуэлл. В это время в репертуар труппы добавились постановки Фредерика Аштона, Джерома Роббинса, Уильяма Форсайта и Кристофера Уилдона.
9 мая 1997 года в театре состоялась премьера спектакля на музыку Антонио Карлоса Жобима (Antônio Carlos Jobim) под названием «Lake a samba».
На всем известные лирические песни Нормана Гимбела «Garota de Ipanema» и «Corcovado» в исполнении Аструда Жилберту (Astrud Gilberto) осуществила постановку Трей МакИнтайр (Trey McIntyre). Костюмы изготовлены в мастерских театра по эскизам Дже́нет Р. Элем (Janet R. Elam)
7 мая 2004 года был поставлен балет Джорджа Баланчина на музыку Второго концерта для скрипки и фортепиано И. Ф. Стравинского в исполнении Маргарет Биштелер (Margaret Bichteler) и Сьюзен Девитт Смит (Susan DeWitt Smith). Премьера этого балета состоялась 22 июня 1972 года в труппе Нью-Йорк Сити балет
В качестве балетмейстеров-постановщиков и педагогов-репетиторов в компанию были приглашены Джеймс Куделка и Юрий Посохов, который в сезоне 2006/2007 годов поставил балеты «Жар-птица» и «Вальс». Также контракт был подписан с Юлией Адам и Николо Фонте. Кроме того, Кристофер Стоуэлл поставил девять своих собственных балетов на танцовщиков труппы.
Балетная компания много гастролирует по штатам, даёт представления в Центре искусств Портленда, также много гастролирует по стране.
Для подготовки будущих артистов балета при труппе балериной балета Сан-Франциско Дамарой Беннетт была основана балетная школа.
26 февраля состоялась премьера новой постановки театра — спектакля на музыку Игоря Стравинского

## Русская программа
В конце сезона 2007/2008 в жизни театра состоялось историческое событие, генеральные репетиции которого проходили в мае 2008 года; а с 6 по 8 июня в «Portland’s Keller Auditorium» сезон завершила знаменательная программа, под названием «Russian program», которая состояла из нескольких вечеров
- Раймонда

В расцвете русской культуры XIX века, навсегда подарившей миру классические шедевры, родилась на свет «Раймонда», в которой мелодичное и сочное звучание музыки Александра Глазунова сопровождается элегантной подсветкой благородного и царственного лазурного цвета (azur). Вариации в балете технически насыщены, а точная драматургическая линия спектакля предполагает артистическую выразительность. Такая непростая задача была у премьера Большого Юрия Посохова, который перенёс версию балета «Раймонда» в OBT.
- Рубины

Балет на музыку Каприччио для фортепиано с оркестром Игоря Стравинского «Рубины» — это часть спектакля Джорджа Баланчина «Драгоценности» («Jewels»). Грациозный, дорогой и технически насыщенный балет.
- Tolstoy’s Waltz

«Вальс», написанный писателем, чьи литературные произведения переведены на все языки мира и многократно экранизированы, стали большим сюрпризом. Это был новый балет, поставленный на музыку Льва Толстого артистическим директором труппы.
- Valse Lente

Кристофер Стоуэлл (Christopher Stowell) также представил свою постановку на музыку «Valse Lente» всемирно известного балетмейстера Джорджа Баланчина.
- Julian Scriabin

Интерес к Юлиану Скрябину возник не только от ощущения трагической гибели мальчика, как было описано в пресс-релизе: «Julian Scriabin, a child prodigy who died tragically at the age of eleven just as his budding musical career was auspiciously beginning», но и случая, благодаря которому его произведения были услышаны. Запись четырёх прелюдов на CD диске осуществил пианист Евгений Зарафьянц
6 июня 2008 года состоялась премьера программы, в которую были включены постановки балетов на музыку русских композиторов в исполнении пианистки Сьюзен Девитт Смит (англ. Susan DeWitt Smith):

1. Юлиан Скрябин. Prelude for Piano in B Major, Op 3/1
2. Юлиан Скрябин. Prelude for Piano in C Major, Op. 2: Lento-Presto
3. Юлиан Скрябин. Prelude for Piano in B Major, Op 3/1 (Reprise)
4. Александр Грибоедов. Waltz in E Minor
5. Лев Толстой. Waltz in F Major
6. Джордж Баланчин. Valse Lente

Хореография Кристофера Стоуэлла
Художник по костюмам — Марк Заппонэ (Mark Zappone)
Художник по свету — Майкл Маззола (Michael Mazzola)

Итак, Кристофер Стоуэлл представил интересный проект, ставший сюрпризом как для балетных, так и музыкальных критиков, с удивлением открывших для себя произведения русских авторов: балетмейстера Джорджа Баланчина, писателя Льва Толстого и юного композитора, автора прелюдий Юлиана Скрябина. На музыку этих авторов был поставлен балет, в котором соло исполняла Анна Мюллер в сопровождении партнёров.
Это событие с восхищением описал Дин Спир (англ. Dean Speer) в «Ballet-Dance Magazine»:

«Я был удивлён, узнав, что они были композиторами, и среди них три прелюдии мальчика Юлиана Скрябина… Я был удивлен и очарован.»
Оригинальный текст (англ.)I was very intrigued by a program that was to feature a ballet created by Oregon Ballet Theatre Artistic Director Christopher Stowell to music composed by Russians we normally don’t think of as having been composers all.  Among these are the boy, Julian Scriabin (three preludes)... I was more surprised and charmed by the rest.
— 
Кристоферу Стоуэллу удалось привлечь внимание публики и спонсоров, среди которых были «Gerding Edlen Development» и «American Airlines», а также информационные и медиа спонсоры. Цена на билеты была не высокой, от 14$, что сделало проект доступным для публики. Всего состоялось четыре представления: Вечернее — 6 июня, дневное и вечернее — 7 июня и утреннее 8 июня.